# 方形环棱螺
方形环棱螺（學名：Sinotaia quadrata）:26是淡水螺的一個物种，有鳃和螺厣，屬於一種田螺科环棱螺亚科的淡水生腹足纲软体动物。舊屬环棱螺属:26，今屬石田螺屬。中国廣西的人氣食品螺螄粉就是以本物種煮的湯製成。

## 亞種
本物種包括下列各亞種：
- 石田螺 Sinotaia quadrata quadrata
- Sinotaia quadrata histrica ：亦作Sinotaia histrica[5]
- Viviparus quadratus disparis
- Viviparus quadratus grahami Chen, 1945[6]